# Ezrat Torah
Ezrat Torah (hébreu : עזרת תורה, en prononciation hébraïque ashkénaze : Ezras Torah[pas clair]) est un quartier haredi situé au nord de Jérusalem. Il est bordé par Kiryat Sanz à l'ouest, Golda Meir Blvd. au nord et à l'est, et Shikun Chabad et Tel Arza au sud. 

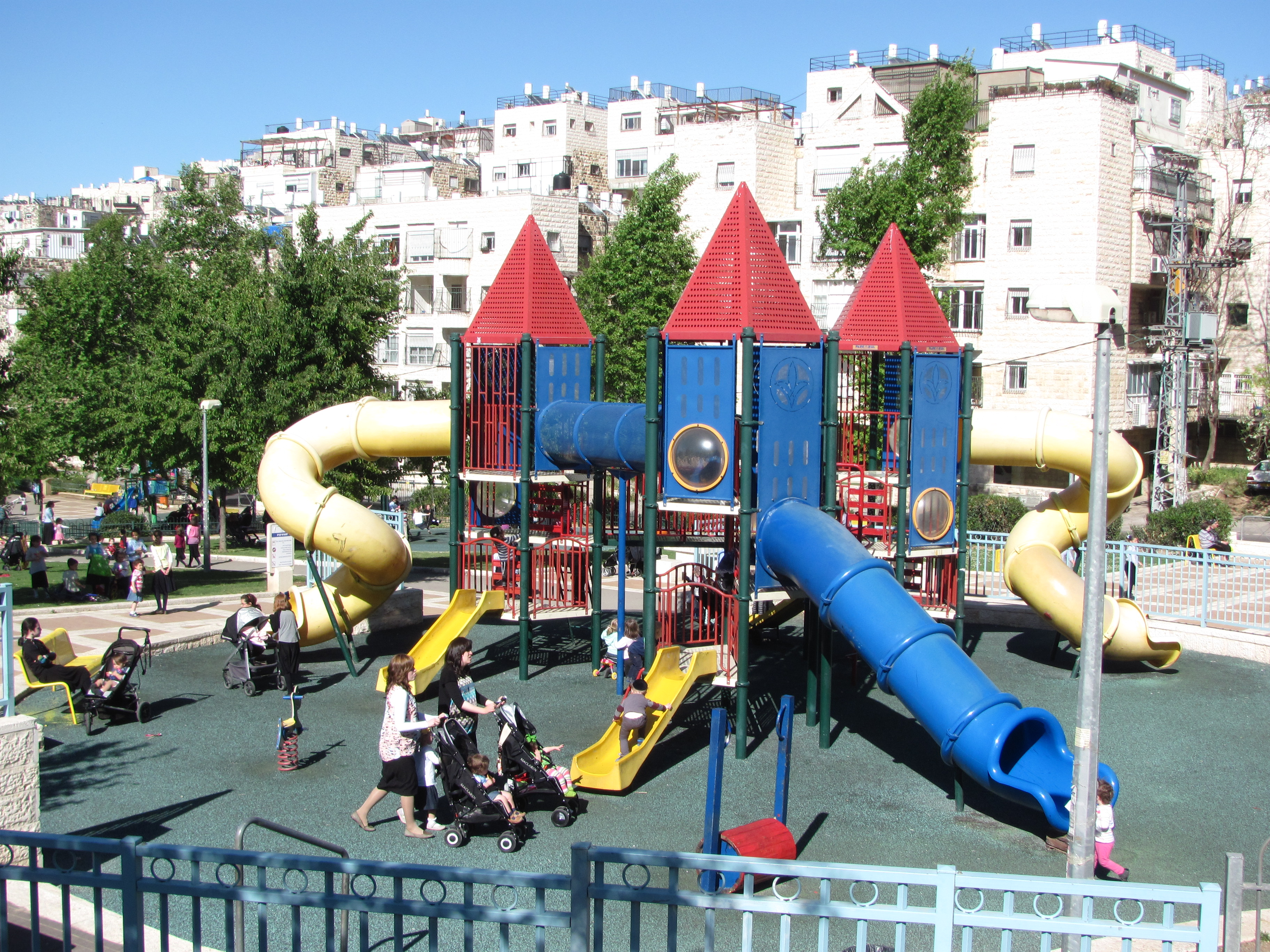
Parc Ezrat Torah.

## Histoire
Fondé vers 1970, Ezrat Torah est nommé d'après le Ezras Torah Fund, une organisation caritative juive américaine,.